# 塔夫脫鎮區 (北達科他州伯利縣)
塔夫脫鎮區（英語：Taft Township）是位於美國北達科他州伯利縣的一個鎮區。

## 地方資料
塔夫脫鎮區的面積為93.11平方千米，當中陸地面積為92.74平方千米，而水域面積為0.37平方千米。根據2010年美國人口普查的數據，當地共有人口32人，而人口密度為每平方千米0.34人。